# Strjanci
Strjanci so naselje v Občini Ormož.